# Convoi PQ 11
Le convoi PQ 11 est le nom de code d'un convoi allié durant la Seconde Guerre mondiale. Les Alliés cherchaient à ravitailler l'URSS qui combattait leur ennemi commun, le Troisième Reich. Les convois de l'Arctique, organisés de 1941 à 1945, avaient pour destination le port d'Arkhangelsk, l'été, et Mourmansk, l'hiver, via l'Islande et l'océan Arctique, effectuant un voyage périlleux dans des eaux parmi les plus hostiles du monde.
Il part de Kirkwall en Écosse le 14 février 1942 et arrive à Mourmansk en URSS le 22 février 1942.

## Composition du convoi
Ce convoi est constitué de 13 cargos, :
- Royaume-Uni : 8 cargos (Barrwhin, Daldorch, Empire Baffin, Empire Magpie, Hartlebury, Kingswood, Lowther castle, Marylyn)
- Honduras : 1 cargo (Makawao)
- États-Unis : 1 cargo (City of Flint)
- Panama : 1 cargo (North King)
- Union soviétique : 2 cargos (Ashkhabad et Stephan Khalturin)

| Nom                     | Nationalité      | Tonnage (GRT) | Notes                            |
| ----------------------- | ---------------- | ------------- | -------------------------------- |
| Ashkhabad (1917)        | Union Soviétique | 5 284         |                                  |
| Barrwhin (1929)         | Royaume-Uni      | 4 998         |                                  |
| City Of Flint (1920)    | United States    | 4 963         |                                  |
| Daldorch (1930)         | Royaume-Uni      | 5 571         |                                  |
| Empire Baffin (1941)    | Royaume-Uni      | 6 978         | Arrive à Mourmansk le 24 février |
| Empire Magpie (1919)    | Royaume-Uni      | 6 211         | Navire Vice-Commodore            |
| Hartlebury (1934)       | Royaume-Uni      | 5 082         |                                  |
| Kingswood (1929)        | Royaume-Uni      | 5 080         | Navire Commodore                 |
| Lowther Castle (1937)   | Royaume-Uni      | 5 171         |                                  |
| Makawao (1921)          | Honduras         | 3 253         |                                  |
| Marylyn (1930)          | Royaume-Uni      | 4 555         |                                  |
| North King (1903)       | Panama           | 4 934         |                                  |
| Stepan Khalturin (1921) | Union soviétique | 2 498         |                                  |

## L'escorte
L'escorte varie au cours de la traversée. Une escorte principale reste tout au long du voyage.
Ce convoi est escorté au départ par :
- les dragueurs de mines : HMS Niger et HMS Speedwell
- le destroyer : HMS Middleton
- le destroyer d'escorte : HMS Airedale
- la corvette : HMS Sweetbriar
- les chalutiers anti sous-marin : HMS Blackfly, HMS Cape Argona, HMS Cape Mariato

| Nom                      | Nationalité | Type                       | Notes                      |
| ------------------------ | ----------- | -------------------------- | -------------------------- |
| HMS Airedale (L07)       | Royal Navy  | Destroyer                  | Escorte du 14 Fév - 17 Fév |
| HMT Blackfly (FY117)     | Royal Navy  | Chalutier anti-sous-marins | Escorte du 14 Fév - 17 Fév |
| HMT Cape Argona (FY190)  | Royal Navy  | Chalutier anti-sous-marins | Escorte du 14 Fév - 17 Fév |
| HMT Cape Mariato (4.172) | Royal Navy  | Chalutier anti-sous-marins | Escorte du 14 Fév - 17 Fév |
| HMT Gromki               | Royal Navy  | Chalutier anti-sous-marins | Escorte du 22 Fév - 22 Fév |
| HMT Grozni               | Royal Navy  | Chalutier anti-sous-marins | Escorte du 22 Fév - 22 Fév |
| HMS Harrier (J71)        | Royal Navy  | Dragueur de mines          | Escorte du 22 Fév - 22 Fév |
| HMS Hazard (J02)         | Royal Navy  | Dragueur de mines          | Escorte du 22 Fév - 22 Fév |
| HMS Hussar (J82)         | Royal Navy  | Dragueur de mines          | Escorte du 14 Fév          |
| HMS Middleton (L74)      | Royal Navy  | Destroyer                  | Escorte du 14 Fév - 17 Fév |
| HMS Niger (J73)          | Royal Navy  | Dragueur de mines          | Escorte du 14 Fév - 22 Fév |
| HMS Nigeria (60)         | Royal Navy  | Croiseur léger             | Escorte du 22 Fév - 23 Fév |
| HMS Oxlip (K123)         | Royal Navy  | Corvette                   | Escorte du 17 Fév - 22 Fév |
| HMS Salamander (J86)     | Royal Navy  | Dragueur de mines          | Escorte du 22 Fév - 22 Fév |
| HMS Sweetbriar (K209)    | Royal Navy  | Corvette                   | Escorte du 14 Fév - 22 Fév |

## Le voyage
Le convoi PQ 11 appareille du Loch Ewe, en Écosse, le 7 février 1942, pour se rendre à Kirkwall, en Écosse, où il arrive le 14 février, avant de poursuivre sa route vers Mourmansk.
Le 17 février, les navires suivants quittent l'escorte du convoi : HMS Blackfly, HMS Cape Argona, HMS Cape Mariato, HMS Airedale et HMS Middleton. Le HMS Oxlip (en) se joint au convoi ce même jour.
Le 22 février, les chalutiers HMT Gromki et HMT Gorki, les dragueurs de mines HMS Harrier, HMS Hazard, HMS Salamander et le croiseur léger HMS Nigeria escortent le convoi.
Le convoi n'a pas été détecté par les avions ou les U-boots allemands dans l'obscurité continue de la nuit polaire, et est arrivé sain et sauf. à Mourmansk le 22 février, le seul port arctique libre de glace de l'Union soviétique.

### Sources
- (en) Cet article est partiellement ou en totalité issu de l’article de Wikipédia en anglais intitulé « Convoy PQ 11 » (voir la liste des auteurs).